# Lamachus cruralis
Lamachus cruralis là một loài tò vò trong họ Ichneumonidae.